# Samsung Galaxy Tab 3
Galaxy Tab 3 é um tablet da produtora sul-coreana Samsung, lançado em maio de 2013. O tablet é o sucessor do Samsung Galaxy Tab 2, e inicialmente é produzido na versão de 7 polegadas, porém também possui versões de 8, e de 10.1 polegadas. O tablet é equipado com o sistema operativo Android 4.1 (Jelly Bean), possui um processador Dual-Core de 1.2 GHz, e resolução de tela de 600x1024 px.